# Nemzeti Bajnokság I 2023-24
La Nemzeti Bajnokság I 2023-24 fue la 122.ª temporada de la Primera División de Hungría. El nombre oficial de la liga es OTP Bank Liga por razones de patrocinio. El torneo comenzó el 28 de julio de 2023 y finalizó el 19 de mayo de 2024.
El club Ferencvaros de la ciudad de Budapest fue el campeón defensor, tras conseguir la temporada pasada su trigesimocuarta liga de su historia y la cuarta consecutiva. El mismo equipo revalidó su título al finalizar esta temporada, logrando su liga número 35.

## Sistema de competición
Los doce equipos participantes jugaran entre sí todos contra todos tres veces totalizando 33 partidos cada uno, al término de la jornada 33 el primer clasificado se coronara campeón y obtendrá un cupo para la Primera ronda de la Liga de Campeones 2023-24, el segundo y tercer clasificado obtendrán un cupo para la Primera ronda de la Liga Europa Conferencia 2023-24 y los dos últimos clasificados descenderán a la Nemzeti Bajnokság II 2023-24.
Un tercer cupo para la Primera ronda de la Liga Europa Conferencia 2023-24 será asignado al campeón de la Copa de Hungría 2022-23.

## Ascensos y descensos
Al término de la temporada 2022-23, descendieron el Budapest Honvéd y el Vasas Budapest SC, y ascendieron de la Nemzeti Bajnokság II el campeón Diósgyőri VTK que vuelve después de dos temporadas tras descender en la temporada 2017-18 y el subcampeón MTK Budapest que vuelve un año después de haber perdido la categoría en la temporada 2021-22.
| Pos. | Descendidos de la Nemzeti Bajnokság I 2022-23 |
| ---- | --------------------------------------------- |
| 11.º | Budapest Honvéd                               |
| 12.º | Vasas Budapest SC                             |

| Pos. | Ascendidos de la Nemzeti Bajnokság II 2022-23 |
| ---- | --------------------------------------------- |
| 1.º  | Diósgyőri VTK                                 |
| 2.º  | MTK Budapest                                  |

## Información de los equipos
| Club               | Ciudad                 | Estadio                    | Capacidad |
| ------------------ | ---------------------- | -------------------------- | --------- |
| Debreceni VSC      | Debrecen               | Nagyerdei Stadion          | 20,340    |
| Diósgyőri VTK      | Miskolc                | DVTK Stadion               | 15,325    |
| Fehérvár FC        | Székesfehérvár         | MOL Aréna Sóstó            | 14,144    |
| Ferencvárosi TC    | Budapest (Ferencváros) | Groupama Aréna             | 22,043    |
| Kecskeméti TE      | Kecskemét              | Széktói Stadion            | 6,300     |
| Kisvárda FC        | Kisvárda               | Várkerti Stadion           | 2,993     |
| Mezőkövesdi SE     | Mezőkövesd             | Mezőkövesdi Városi Stadion | 4,183     |
| MTK Budapest       | Budapest (Józsefváros) | Estadio Nándor Hidegkuti   | 5,322     |
| Puskás Akadémia FC | Felcsút                | Pancho Aréna               | 3,816     |
| Paksi FC           | Paks                   | Fehérvári úti Stadion      | 6,150     |
| Újpest FC          | Budapest (Újpest)      | Estadio Ferenc Szusza      | 12,670    |
| Zalaegerszegi TE   | Zalaegerszeg           | ZTE Aréna                  | 11,200    |

## Clasificación
| Pos. | Equipo           | Pts. | PJ | G  | E  | P  | GF | GC | Dif. | Clasificación 2024–25                                     |
| ---- | ---------------- | ---- | -- | -- | -- | -- | -- | -- | ---- | --------------------------------------------------------- |
| 1    | Ferencvárosi (C) | 74   | 33 | 23 | 5  | 5  | 80 | 30 | +50  | Primera fase clasificatoria de la Liga de Campeones       |
| 2    | Paksi            | 58   | 33 | 17 | 7  | 9  | 51 | 42 | +9   | Primera ronda de la Liga Europa                           |
| 3    | Puskás Akadémia  | 55   | 33 | 15 | 10 | 8  | 60 | 35 | +25  | Segunda fase clasificatoria de la Liga Europa Conferencia |
| 4    | Fehérvár         | 54   | 33 | 16 | 6  | 11 | 51 | 40 | +11  | Segunda fase clasificatoria de la Liga Europa Conferencia |
| 5    | Debreceni        | 48   | 33 | 14 | 6  | 13 | 49 | 48 | +1   |                                                           |
| 6    | Kecskeméti       | 45   | 33 | 13 | 6  | 14 | 45 | 45 | 0    |                                                           |
| 7    | Diósgyőri VTK    | 45   | 33 | 12 | 9  | 12 | 50 | 56 | −6   |                                                           |
| 8    | MTK Budapest     | 44   | 33 | 12 | 8  | 13 | 43 | 62 | −19  |                                                           |
| 9    | Zalaegerszegi    | 43   | 33 | 12 | 7  | 14 | 54 | 60 | −6   |                                                           |
| 10   | Újpest           | 37   | 33 | 11 | 4  | 18 | 45 | 67 | −22  |                                                           |
| 11   | Kisvárda (D)     | 31   | 33 | 9  | 4  | 20 | 40 | 55 | −15  | Descenso a NB II                                          |
| 12   | Mezőkövesdi (D)  | 21   | 33 | 5  | 6  | 22 | 31 | 63 | −32  | Descenso a NB II                                          |

Actualizado a los partidos jugados el 19 de mayo de 2024.
 Fuente: Soccerway
Criterios de clasificación: • Puntos • Partidos ganados • Diferencia de gol • Goles marcados • Puntos directos • Diferencia de gol directa • Goles marcados de visita directos • Ranking juego limpio • Sorteo.
Notas:
1. ↑  El Paksi se clasificó a la Liga Europa como campeón de la Copa de Hungría.

## Resultados
| Local \ Visitante | DEB | DIO | FEH | FER | KEC | KIS | MEZ | MTK | PAK | PUS | UJP | ZTE |
| ----------------- | --- | --- | --- | --- | --- | --- | --- | --- | --- | --- | --- | --- |
| Debreceni         | —   | 2–2 | 3–1 | 1–2 | 2–0 | 4–1 | 3–1 | 1–3 | 1–0 | 1–0 | 1–2 | 1–0 |
| Diósgyőri VTK     | 3–1 | —   | 4–0 | 1–2 | 3–1 | 2–0 | 2–0 | 3–3 | 1–1 | 0–1 | 1–2 | 0–3 |
| Fehérvár          | 1–0 |     | —   | 3–5 | 3–3 | 3–1 | 2–0 | 3–0 | 3–0 | 3–1 | 2–1 | 3–3 |
| Ferencvárosi      | 2–2 | 2–1 | 0–1 | —   | 1–0 | 1–0 | 0–0 | 5–1 | 6–1 | 1–2 | 3–0 | 3–0 |
| Kecskeméti        | 1–1 | 2–1 | 1–0 | 2–1 | —   | 3–1 | 0–2 | 1–2 | 1–1 | 4–1 | 1–0 | 3–1 |
| Kisvárda          | 0–0 | 1–2 | 1–2 | 1–3 | 1–2 | —   | 2–1 | 3–1 | 0–1 | 0–2 | 4–0 | 0–1 |
| Mezőkövesdi       | 2–1 | 2–4 | 0–2 | 0–2 | 0–3 | 1–2 | —   | 1–0 | 0–1 | 1–3 | 4–0 | 1–2 |
| MTK Budapest      | 2–1 | 2–1 | 0–2 | 1–6 | 1–0 | 0–0 | 3–1 | —   | 1–1 | 0–5 | 3–0 | 2–0 |
| Paksi             | 2–0 | 4–1 | 2–0 | 3–2 | 1–0 | 3–1 | 2–1 | 0–0 | —   | 2–1 | 3–0 | 3–4 |
| Puskás Akadémia   | 2–0 | 4–1 | 2–0 | 3–2 | 3–0 | 3–1 | 2–1 | 6–1 | 0–0 | —   | 3–0 | 0–1 |
| Újpest            | 1–2 | 2–0 | 2–1 | 0–5 | 5–3 | 3–2 | 1–1 | 0–2 | 1–2 | 1–2 | —   | 2–1 |
| Zalaegerszegi     | 1–2 | 1–3 | 3–1 | 2–6 | 3–1 | 0–2 | 1–1 | 2–1 | 2–5 | 1–1 | 1–1 | —   |

| Local \ Visitante | DEB | DIO | FEH | FER | KEC | KIS | MEZ | MTK | PAK | PUS | UJP | ZTE |
| ----------------- | --- | --- | --- | --- | --- | --- | --- | --- | --- | --- | --- | --- |
| Debreceni         | —   | –   | 1–0 | –   | 1–0 | –   | 0–1 | 1–2 | –   | –   | 1–0 | 5–1 |
| Diósgyőri VTK     | 5–3 | —   | –   | 2–0 | 0–0 | 1–1 | –   | –   | 2–1 | 1–1 | –   | –   |
| Fehérvár          | –   | 0–0 | —   | 0–2 | –   | –   | 5–0 | 4–0 | –   | –   | –   | 1–1 |
| Ferencvárosi      | 5–1 | –   | –   | —   | 2–0 | 0–0 | –   | –   | 1–0 | 1–1 | 2–0 | –   |
| Kecskeméti        | –   | –   | –   | 0–1 | —   | 3–1 | 2–1 | –   | 0–0 | 1–2 | –   | 2–1 |
| Kisvárda          | 1–3 | –   | 1–0 | –   | –   | —   | 4–3 | –   | –   | –   | 4–1 | 1–0 |
| Mezőkövesdi       | –   | 1–2 | –   | 0–3 | –   | –   | —   | 1–1 | –   | 0–4 | –   | 1–2 |
| MTK Budapest      | –   | 1–1 | –   | 1–2 | 2–2 | 2–1 | –   | —   | 0–2 | 1–3 | –   | –   |
| Paksi             | 1–1 | –   | 1–2 | –   | –   | 2–1 | 2–1 | –   | —   | –   | 1–2 | –   |
| Puskás Akadémia   | 4–1 | –   | 0–0 | –   | –   | 4–2 | –   | –   | 5–0 | —   | 0–2 | –   |
| Újpest            | –   | 7–0 | 2–0 | –   | 0–3 | –   | 2–2 | 1–2 | –   | –   | —   | 1–5 |
| Zalaegerszegi     | –   | 5–1 | –   | 2–3 | –   | –   | –   | 2–2 | 1–1 | 1–0 | –   | —   |

## Goleadores
Actualizado al 12 de mayo de 2024
| Pos. | Jugador            | Equipo                  | Goles |
| ---- | ------------------ | ----------------------- | ----- |
| 1    | Barnabás Varga     | Ferencvárosi            | 20    |
| 2    | Antonio Mance      | Zalaegerszegi           | 15    |
| 3    | Kenan Kodro        | Fehérvár / Ferencvárosi | 13    |
| 4    | Norbert Könyves    | Paksi                   | 11    |
| 4    | Krisztofer Horváth | Kecskeméti              | 11    |